# Aeolothrips wetmorei
Aeolothrips wetmorei är en insektsart som beskrevs av Ian A. Hood 1927. Aeolothrips wetmorei ingår i släktet Aeolothrips och familjen rovtripsar. Inga underarter finns listade i Catalogue of Life.